# Vieira Sport Clube
El Vieira SC es un equipo de fútbol de Portugal que forma parte del Liga Regional de Braga, la cuarta liga de fútbol más importante del país.

## Historia
Fue fundado en el año 1965 en la ciudad de Vieira do Minho, en el Distrito de Braga; y es miembro de la Asociación de Fútbol de Braga. Han jugado la Copa de Portugal en pocas ocasiones y nunca han estado en la Primeira Liga.

## Palmarés
- Tercera División de Portugal: 1

2008/09
- Liga Regional de Braga: 1

2013/14